# Пјеваловац
Пјеваловац је насељено мјесто у општини Дервента, Република Српска, БиХ. Према попису становништва из 2013. године, у насељу је живјело 64 становника.

## Становништво
| Демографија | Демографија | Демографија |
| Година      | Становника  | Становника  |
| ----------- | ----------- | ----------- |
| 1971.       | 447         |             |
| 1981.       | 404         |             |
| 1991.       | 338         |             |